# Heilig Hartkerk (Brussel)
De Heilig Hartkerk is een kerkgebouw te Brussel, gelegen aan de Correggiostraat 17.

## Geschiedenis
In 1875 werd besloten tot een nieuwe stadswijk ten oosten van de Brusselse Vijfhoek. De stedenbouwkundige Gédéon Bordiau was de ontwerper van deze wijk. Gedurende de jaren '80 van de 19e eeuw werd de wijk volgebouwd, wat omstreeks 1895 was voltooid. In 1896 werd hier een nieuwe parochie gesticht, gewijd aan het Heilig Hart. De eerste Heilig Hartkerk stond aan Notelaarstraat 20 en had een voorlopig karakter. Ze werd gebruikt tot 1909. Aanvankelijk zou een monumentale Heilig Hartkerk gebouwd worden aan het Margarethaplantsoen. Uiteindelijk werd deze kerk, de Nationale Basiliek van het Heilig Hart, gebouwd te Koekelberg. In 1905 werd de eerste steen gelegd, maar de inwijding ervan vond pas in 1951 plaats.
In de wijk werd een nieuwe Heilig Hartkerk gebouwd van 1907-1909. Deze werd ontworpen door Victor Janssen, die afkomstig was uit Sint-Joost-ten-Node. Deze bleef tot 1956 in gebruik.
In 1938 werden tuinen van huizen aan de tegenoverliggende Michelangelolaan gekocht, teneinde daar een definitieve Heilig Hartkerk te bouwen. De bouw werd echter uitgesteld ten gevolge van de Tweede Wereldoorlog. De bouw, naar ontwerp van Jo De Bouver, startte in 1954 en in 1956 werd de kerk ingewijd.
Het betreft een monumentaal bakstenen kerkgebouw waarvan de ingang in natuursteen werd uitgevoerd en art-deco-elementen bevat en de tekst domus dei domus orationis (huis van God, huis van gebed) bevat. Deze kerk bezit een vierkante bakstenen klokkentoren.
De kerk rechts hiervan is in neoclassicistische stijl en is in natuursteen uitgevoerd. Boven de rondbogige ingangspoort vindt men de tekst: venez a moi vous qui souffrez, je vous soulagerai..

## Trivia
Op 11 mei 2025 kwam de Heilig Hartkerk in het nieuws toen onbekenden in een nis van het kerkgebouw een beeldje hadden geplaatst. De Belgische Franstalige openbare omroep RTBF slaagde erin om de plaatser te contacteren. Die legde uit dat het om een 3D geprint beeldje van Robert Schuman ging. De initiatiefnemer, die anoniem wenste te  blijven, wilde daarmee de 75ste verjaardag van de EGKS herdenken, op 9 mei.
1. ↑  "Onbekenden plaatsen beeldje van Robert Schuman op gevel Heilig-Hartkerk in Europese wijk", BRUZZ, 11 mei 2025. Geraadpleegd op 18 mei 2025.